# Bokwang Phoenix Park
Bokwang Phoenix Park (en coréen : 보광 휘닉스 파크) est une station de ski de Corée du Sud ouverte en 1995 qui se trouve dans la commune de  Bongpyeong, district de Pyeongchang, province de Gangwon dans les monts Taebaek à 2 heures de Séoul. La station se distingue des autres stations de Gangwong par le nombre d'infrastructures de freestyle (half-pipe, snowparks, etc.).
En 2018, elle accueille les épreuves de ski acrobatique et de snowboard des jeux olympiques. Située entre 700 et 1 050 m d'altitude sur les pentes du Taegisan (1 259 m), elle possède 9 remonte-pentes pour 12 pistes qui se répartissent sur 6,6 km2 . La plus longue piste est la piste de la vallée, longue de 1 110 m pour un dénivelé de 294 m. Elle possède aussi la plus haute tour de condominium du pays, le Sky Condo, haut de 28 étages. La villa Condo a constitué le lieu du tournage de la série télévisée Autumn in My Heart. La station comprend aussi un golf de 18 trous ouvert d'avril à novembre.
À proximité, on peut se rendre à la station thermale de Hoengseong et au centre d'arts de Mui consacré à la peinture, à la calligraphie et à la sculpture où l'on peut aussi rencontrer les artistes. Dans le village de Mui, un parc éolien de 20 turbines de 2 mégawatts a été installé sur le Taegisan en 2008.